# Inga umbellifera
Inga umbellifera ist eine Baumart aus der Unterfamilie der Mimosengewächse (Mimosoideae). Sie ist in Mittel- und Südamerika beheimatet.

## Beschreibung
Inga umbellifera ist ein bis zu 20 Meter hoher, zunehmend verkahlender Baum mit grau und braun gefleckter Rinde. Die kahlen Blätter sind zwei- bis drei-, selten einfach paarig gefiedert, die Blättchen lanzettlich bis elliptisch. Das äußerste Blättchenpaar ist 6 bis 20 Zentimeter lang und 2,8 bis 7,5 Zentimeter breit, das innerste 3,3 bis 7,6 Zentimeter lang und 1,8 bis 3,3 Zentimeter breit.
Der kahle Blattstiel ist in der Regel geflügelt, die 1,3 bis 3,5 Zentimeter lange Blattrhachis schwach geflügelt oder bei einfach paarig gefiederten Blättern im Querschnitt zylindrisch. Die Drüsen sind sehr groß und flach oder pfannenförmig. Die Nebenblätter sind 2 bis 6 Millimeter lang, dauernd oder hinfällig.
Die doldenförmigen Blütenstände entspringen den Blattachseln oder den Achseln unausgebildeter Blätter. Der Schaft ist 1 bis 5 Zentimeter lang und flaumig rostrot behaart, die Rhachis 1,5 bis 4 Millimeter lang. Die Blüten sind blassgrün, die Staubblätter weiß. Die flachen und gebogenen, kahlen Früchte sind 6 bis 12 Zentimeter lang und 1,5 bis 2,5 Zentimeter breit.
Die Chromosomenzahl beträgt 2n = 26.

## Verbreitung
Inga umbellifera ist heimisch von Costa Rica bis Bolivien und in die Amazonas-Regionen Brasiliens.

## Systematik und Botanische Geschichte
Die Art wurde 1807 von Martin Vahl als Mimosa umbellifera Vahl erstbeschrieben und 1825 von Ernst Gottlieb von Steudel zur Gattung Inga gestellt.